# История почты и почтовых марок Танзании
История почты и почтовых марок Танзании включает в себя три периода — колониальный, Танганьики и современной Танзании. На территории этой страны производились эмиссии почтовых марок соответственно каждому из этих периодов.

## Ранняя история

### Колониальный период
Хождение почтовых марок на танзанийских землях началось с Германской Восточной Африки (1893—1916). Во время Первой мировой войны она была оккупирована британской армией.

Почтовые марки Германской Восточной Африки (из серии «Яхта „Гогенцоллерн“»)
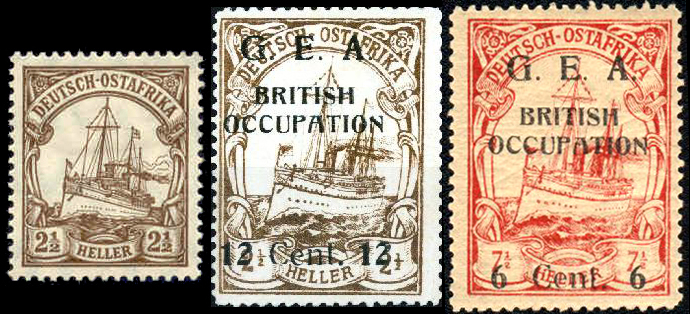
Марка Германской Восточной Африки 1905 года (Sc #22) и британские пропагандистские марки (с надпечатками на марках Германской Восточной Африки)

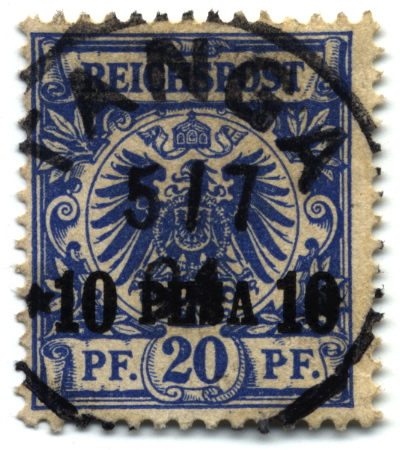
1893: надпечатка на марке Германии
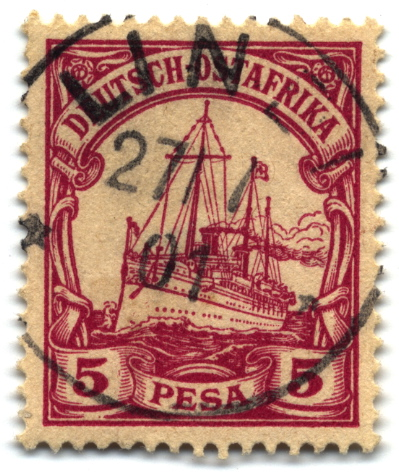
1900: марка из серии «Яхта „Гогенцоллерн“» номиналом в 5 песа
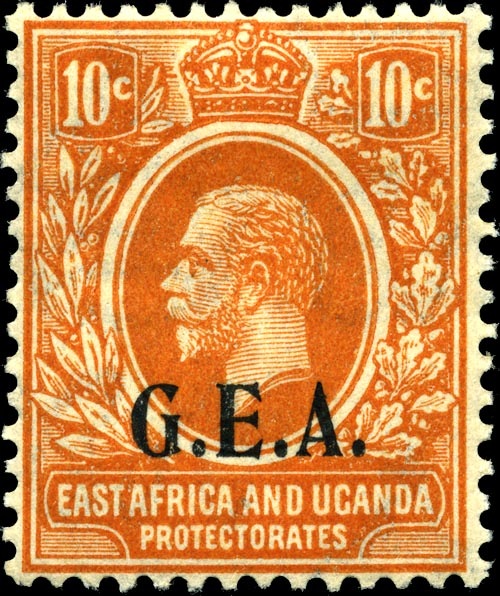
1922: надпечатка на марке протекторатов Британская Восточная Африка и Уганда

### Танганьика
После войны эта территория была названа Танганьикой, и почтовые марки под этим именем печатались вплоть до объединения с Занзибаром в 1964 году.

Почтовые марки Танганьики
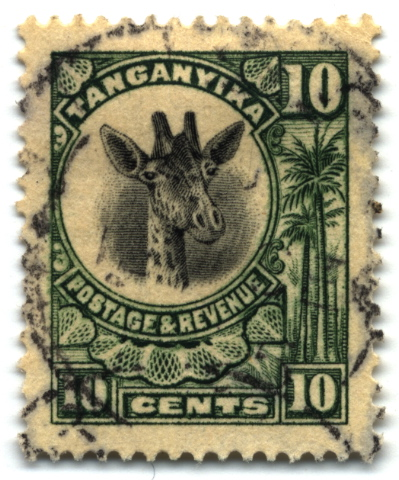
1925
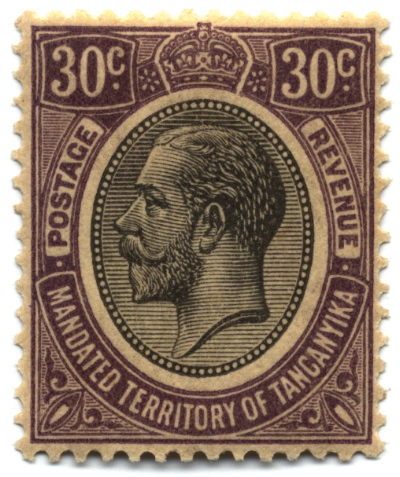
1927

## Выпуски почтовых марок Танзании

### Первые марки
Первый выпуск марок собственно Танзании представлял собой серию из четырёх коммеморативных марок в честь объединения, изданных 7 июля 1964 года. На марках надпись «UNITED REPUBLIC OF TANGANYIKA & ZANZIBAR» («Объединённая республика Танганьики и Занзибара»). На двух марках серии изображена карта побережья от Танги до Дар-эс-Салама вместе с островами Занзибар и Пемба, а на остальных двух помещено изображение рук, сжимающих факел и копьё.
Первый выпуск стандартных марок состоялся 9 декабря 1965 года. В серию входили марки 14 номиналов от 5 центов до 20 шиллингов, с изображением разных видов страны, символики и диких животных.

### Последующие эмиссии
Почтовые марки Танзании также имели хождение в Кении и Уганде (до 1976 года), поэтому Танзания обычно не выпускала собственных памятных марок. На марках стандартного выпуска, поступившего в почтовое обращение 9 декабря 1967 года, изображены разные виды рыб, а на серии из 15 марок, вышедшей 3 декабря 1973 года, изображены бабочки. На четырёх марках этой серии от 17 ноября 1975 года были надпечатаны новые номиналы.
В 1975 году впервые появилась стандартная марка номиналом в 40 шиллингов.
В 1976 и 1977 годах Танзания выпустила восемь коммеморативных выпусков одинакового рисунка с марками Кении, после чего почта Танзании использовала на своих марках собственные рисунки.

Почтовый блок Танзании, посвящённый М. Джексону, на конверте первого дня (1990)

Первый почтовый блок Танзании выпущен в 1976 году и был посвящён связи.

### Эмиссионная политика
Эмиссионная политика почтовой администрации Танзании была относительно сдержанной в 1980-е годы: ежегодно выходило около 7—8 специальных выпусков, как правило, по четыре марки в каждом, а в 1980 году вышла стандартная серия с изображением млекопитающих. Однако к концу десятилетия Танзания начала выпускать значительное число выпусков, предназначенных исключительно для продажи коллекционерам марок — в среднем свыше 100 марок ежегодно.

## Другие виды почтовых марок
Первые служебные почтовые марки с надпечаткой «OFFICIAL» («Служебная») трёх типов вышли в 1965 году. Первые почтовые портомарки появились в 1967 году.

## Общие выпуски Кении, Уганды и Танзании
С 1965 года имели также хождение почтовые марки одновременно от имени Кении, Уганды и Танзании, на которых были указаны названия сразу трёх стран: «KENYA UGANDA TANZANIA» (их порядок на марках варьировал случайным образом). Выпуск этих марок был прекращён в 1976 году.

## Фантастические выпуски
Распространено очень много фантастических выпусков, имитирующих почтовые марки Танзании. 